# Aurea libertas
Aurea libertas (tj. česky Zlatá svoboda, O zlaté svobodě) je česká zpěvohra z 50. let 18. století. Autorem hudby je moravský skladatel Josef Schreier, kantor v Bílovicích, libreto připisuje starší literatura kojetínskému kantorovi Janu Tomáši Kužníkovi (1716–1786), novější literatura však toto připsání zpochybnila a předpokládá, že Schreier byl i autorem textu.

## Charakteristika
Zpěvohra Aurea libertas se v libretu i v hudbě zachovala v rukopise pocházejícím od Josefa Šebetovského, v letech 1761–1807 kantora v Pozořicích, a v porušené podobě (bez recitativů, v úpravě pro ženské hlasy – soprán a alt) také v rukopisu olomouckého kantora Zefyrina Konečného. Tomislav Volek odhadoval dobu jejího vzniku na 60. léta 18. století, avšak po roce 1760 již chybějí zprávy o Josefu Schreierovi, a proto Jan Trojan posunul datování do 50. let 18. století. První z uvedených rukopisů se zachoval ve Vídni a v souvislosti se zprávou Josefa Jungmanna o tom, že jedna ze Schreierových zpěvoher byla kolem roku 1760 dávána ve Vídni v paláci knížete Kounice-Rietberga, je pravděpodobné, že byla jako jediná z českých zpěvoher 18. století provedena mimo české země.
V opeře, jejímž námětem je chvála svobodného proti ženatému stavu, vystupují dvě osoby, zkušený muž Castulus a naivní mladík Cosmophilus. Jak jejich jména (Castulus = cudný, Cosmophilus = světák), tak jejich hlasy (Castulus = tenor, Cosmophilus = bas) jsou zřejmě ironicky v protikladu k jejich roli.
Opera přes malý rozsah sestává z rozmanitých prvků – skladatel označuje její části jednak jako recitativy (5), jednak jako árie (4), arietty (1, ale opakovaná na začátku a na konci opery) a ariosa (2). Árie mají podobu strofické písně. Dvě z árií a opakování arietty zpívají oba představitelé. První z árií je příbuzná árii Otce ze starší a rozměrnější zpěvohry Landebork, což podporuje hypotézu o tom, že jejich hudba má společného autora.
Ryze instrumentální pasáže opera nemá. Instrumentální doprovod sestává z trojhlasu typického pro dobové lidové muzicírování: prvních a druhých houslí a basu (violoncello). Instrumentace je prostá a přehledná, jak je charakteristické pro kantorskou hudbu 18. století, použité melodice a rytmické ozdoby jsou slohové příznaky rokoka (galantní styl), moravskou lidovou hudbu připomíná rytmus tance „cófavá“ (například v první árii Castula). Z profesionální operní tvorby lze nejspíše hovořit o vlivu italské opery buffy.
Na zpěvohru upozornil již roku 1912 Emil Axman, od té doby je jí v literatuře věnována pozornost. Vysoce ji oceňoval i Tomislav Volek: „Hudebně patří tato opera přes skromnost svých prostředků […] k nejzdařilejším českým komickým zpěvohrám 18. století. Recitativy, árie a dueta ukazují zručného skladatele, jistého ve vedení hlasů i v harmonickém plánu, uplatňujícího nekonvenční melodické kroky a synkopy a promyšleně koncipujícího celou stavbu díla.“ Podobné hodnocení uvádí i Jan Trojan. Označuje mimo jiné Schreierovo zhudebnění jako „svěží a nápadité“ a za zvláště nápadité označuje oba duety. Ale i libreto je velmi zdařilé, vtipné s využitím lidových obratů na jedné straně i latinských výrazů na druhé, a s děje, který sice sestává z jediného rozhovoru, ale dynamického a logicky stavěného.
K novodobému životu operu Aurea libertas vzkřísil muzikolog Jan Trojan, který pořídil její provozovatelnou podobu. V roce 1968 ji nahrál Československý rozhlas Plzeň a poprvé vysílal 28. prosince 1968. Catula zpíval Petr Klotz, Cosmophila Jiří Miegl a hrál Plzeňský rozhlasový orchestr pod řízením Maria Klemense. Brzo poté měla Schreierova opera i scénickou premiéru, a to v Operním studiu JAMU v Brně 30. dubna 1969. Castula tehdy hrál Leo Marian Vodička, Cosmophila Jan Hladík a malý soubor z členů orchestru Státního divadla v Brně řídil Jan Zbavitel. V 21. století zpěvohru nastudovaly soubory Collegium hortensis (2011) a Ensemble Damian (2015).

## Osoby
| osoba                                     | hlasový obor | novodobá premiéra (30. 4. 1969) |
| ----------------------------------------- | ------------ | ------------------------------- |
| Castulus                                  | tenor        | Leo Marian Vodička              |
| Cosmophilis                               | bas          | Jan Hladík                      |
| Dirigent: Jan Zbavitel                    |              |                                 |
| Režie, výprava a kostýmy: Květa Ondráková |              |                                 |

## Děj opery
Životem zkušený Castulus se podivuje, že mladý Cosmophilus má „více na čele faldů, než mnohý židák na kráglu“ (recitativ Cosmophile, co nového stalo se tobě divného). Na rozveselení mu zpívá makarónskou píseň o svobodě (arieta Aurea libertas, ó zlatá svobodo). Cosmophilus však má na svůj neduh jiný lék – trápí ho samota a rád by se oženil (arioso Pěkná, hezká mladá žena, to by byla medicína). Castulus mu nechce ženění vymlouvat, sám by se však své svobody nikdy nevzdal: spíše než medicína „mnohá žena spomocnice je mužovi do kostnice“ (árie Nechť se žení kdo chce rád, já se ženit nebudu).
Přátelé se dají do sporu – pro Castula není potěšení bez svobody, pro Cosmophila bez ženy (recitativ Proto snad tak špatně hudeš). Rád by své srdce věnoval ženě, jež mu bude do smrti věrná (árie Zdaž to pravda nejni, cokoliv má srdce). Castulus se nad ním jen ušklíbá: po svatbě se brzy „Ave“ změní na „Ouve“. Cosmophilus namítá, že přirozeně bude pečlivě vybírat ženu dobrou. Pro jeho přítele je dobrá žena „vzácné zvíře“, ale když mladík nedá, pomůže mu s výběrem (recitativ Alleluja ještě ujde, než pak Miserere přijde).
Nabízí mu ženu bohatou – ale taková je pyšná a muže si nevšímá. Pak chudou, ale upřímnou a věrnou – jenže chudá žena přinese do domu nouzi. Pak pohlednou, bílou a červenou – ale uhlídat pěknou ženu, to je předem ztracená varta (árie-duet Vem sobě bohatou, ženu mohovitou). Tak Cosmophil postupně odmítá i ženu škaredou, mladou, starou, řečnou i němou, přesto chce hledat dále (recitativ Bude cosi, Cosmophile, našel si vlas, tuším, v jídle) a maluje si v představách šťastný ženatý stav, zatímco Castulus mu vždy přizvukuje opakem (árie-duet Již ve mně srdce skáče (– Ach pláče) od veliké radosti (– žalosti)).
Přítelovy ustavičné narážky Cosmophila nakonec přece jen znejistí (recitativ Opravdu-li pak to mluvíš, Castule, nebo mě šidíš?). Castulus potvrzuje svůj skeptický náhled na manželství (arioso gaudio breve, longa miseria). Nakonec se oba přátelé vracejí ke chvále svobody (chorus-duet Aurea libertas, ó zlatá svobodo).